# Dongmyo
Pour l’article homonyme, voir Dongmyo (métro de Séoul).
Dongmyo est un sanctuaire situé à Séoul, en Corée du Sud.